# Deniz Serinci
Deniz Berxwedan Serinci (født 3. august 1985 i Esbjerg) er en dansk journalist, forfatter, foredragsholder og debattør med dansk-kurdisk baggrund. Han er redaktør på den dansk-kurdiske netavis Jiyan.dk og har skrevet en række bøger om kurdiske, tyrkiske og mellemøstlige forhold. Han er jævnligt blevet anvendt som ekspertkilde i de danske medier om Mellemøsten og islamrelaterede emner.

## Baggrund
Deniz Serincis forældre var kurdere, som kom til Danmark fra Tyrkiet i 1969. Han er født og opvokset i Esbjerg. Fra 2006 - 2009 studerede han ved Aarhus Universitet, hvor han tog en bachelorgrad i historie. Under studietiden boede han på Hejredalskollegiet i Gellerup og arbejdede samtidig som gadeplansmedarbejder i det kriminalitetsforebyggende Unge4unge-projekt, som han en tid var administrativ leder for. I 2013 blev han kandidat i journalistik (cand.public.) fra Syddansk Universitet i Odense. Han skrev speciale om de danske mediers dækning af muslimske kvinder. Her undersøgte han systematisk italesættelsen i ca. 1600 artikler i en række danske dagblade i perioden 1999-2013. I 2014 - 15 tog han en efteruddannelse som seniorleder i anti-radikalisering. Han har siden især arbejdet som freelancejournalist for en række medier, bl.a. Politiken, Jyllands-Posten, Weekendavisen, dagbladet Information, Kristeligt Dagblad, Ekstra Bladet, Radio24Syv og Point of View International.

## Stifter og redaktør for Jiyan.dk
Serinci stiftede i 2010 netavisen Jiyan.dk, der er det første dansk-kurdiske medie. Han har siden været redaktør for det dansksprogede netmedie, der er blevet en populær nyhedskilde blandt målgruppen. Jiyan.dk skriver dels om dansk-kurdere i Danmark, dels om kurdiske forhold i udlandet og lægger vægt på at følge danske journalistiske traditioner for kritik og uafhængighed af alle parter.

## Forfatterskab
Serinci har skrevet flere bøger om mellemøstlige og kurdiske forhold: 
- "Terrorens kalifat – et indblik i Islamisk Stat (IS)" (Bogforlaget Frydenlund, 2015) beskriver Islamisk Stat opståen og udvikling og verdenssamfundets, bl.a. Danmarks, indsats mod den militante organisation.[10]
- "Slave hos Islamisk Stat" (Gyldendal, 2017) fortæller den 27-årige irakiske ezidikvinde Ghaliyas historie, da hun og hendes søster tages til fange af krigere fra Islamisk Stat, indtil det lykkes dem at flygte.[11]
- "Kurdistan" (Forlaget Mellemgaard, 2018) er en populærhistorisk fremstilling af Kurdistans historie.
- "Tyrkiet 1923-2018 – fra Atatürk til Erdogan" (Frydenlund, 2. udgave 2018) beskriver Tyrkiets historie siden den tyrkiske republiks grundlæggelse i 1923.[12]
- "Fængslet - i Erdogans Tyrkiet" (Forlaget Kontrovers, 2018) om kupforsøget i Tyrkiet i 2016 og dets følger.[13]
- "Med nye øjne" (Mellemgaard, 2019), skrevet sammen med Ahmed Akkari, handler om at forstå islam på en moderne og demokratisk måde.[14]

Serinci har desuden bidraget til antologierne "Kampen om Mellemøstens fremtid", udgivet af Ræson i 2016, og "Mellemøsten Nu", udgivet sammesteds i 2019.

## Foredragsholder og debattør
Serinci ernærer sig bl.a. som en flittig foredragsholder. I november 2016 havde han holdt ca. 400 foredrag over hele landet. I 2019 skrev fagbladet Journalisten, at han holdt et par foredrag om ugen. Foredragene omhandler bl.a. emner som "Kurderne i Tyrkiet, Iran, Irak og Syrien", "Muslimer i danske medier", Islamisk Stat og radikalisering i Danmark, social kontrol blandt nydanskere og det armenske folkemord.
Som debattør i de danske medier har han adresseret nogle af de samme emner som eksempelvis de danske avisers behandling af muslimske kvinder, de vestlige landes angivelige svigt i Mellemøsten efter Islamisk Stats sammenbrud og opfordring til et effektivt stop for tvangsægteskaber.